# Leucèmia limfocítica crònica
La leucèmia limfocítica crònica, leucèmia limfoide crònica o leucèmia limfàtica crònica de cèl·lules B, també coneguda per les sigles LLC és un tipus de leucèmia que afecta els limfòcits B (un tipus de leucòcits). En aquest càncer, els limfòcits madurs, però incapaços de complir la seva funció immunitària, perllonguen la seva vida anormalment en disminuir la seva mort programada (apoptosi) i augmentant així lentament el seu nombre, observant-se una proliferació en els recomptes sanguinis i en la medul·la òssia. El sistema immunitari, on els limfòcits compleixen una función important, queda molt debilitat. La LLC, gairebé sempre, és una patologia dels limfòcits B, en els quals es produeix un fenomen clonal. L'increment d'aquestes cèl·lules no és secundari a una major producció, com és habitual en la major part de les neoplàsies, sinó a la seva llarga vida mitjana.
En les seves primeres fases, el seu curs clínic és indolent (sense símptomes). Admet una variabilitat ampla en el seu pronòstic depenent de les variables citogenètiques, de l'immunofenotip i de la seva evolució. Algunes varietats de LLC es comporten de forma més agressiva.
La leucèmia limfàtica crònica és la leucèmia més freqüent, afecta a adults i la seva incidència és superior en edats avançades, essent més freqüent en homes. No s'ha de confondre amb la leucèmia limfàtica aguda (LLA), un tipus de leucèmia freqüent en infants. L'especialista en leucèmies és l'hematòleg.
L'any 2010 es va assolir la seqüenciació completa del genoma de la leucèmia limfàtica crònica. El 2015 es va assolir la seqüenciació completa del genoma de 506 pacients amb LLC, identificant 60 gens diferents i noves mutacions recurrents, les quals suggereixen la possibilitat de millorar les intervencions clíniques en el maneig d'aquesta neoplàsia i dissenyar tractaments específics per a cada pacient.
La incorporació de nous fàrmacs (anticossos monoclonals i teràpies dirigides per inhibidors de la tirosina-cinasa) a la quimioteràpia tradicional millora les taxes de remissió de la malaltia, augmenta la supervivència i en determinats casos pot cronificar la malaltia. A Catalunya, té una taxa de supervivència a cinc anys per a homes al voltant del 73% i per a dones al voltant del 81%.

## Etiologia
Encara es desconeixen les causes específiques que provoquen la LLC, però tots els pacients presenten modificacions anormals en els cromosomes de les cèl·lules: el protooncogèn Bcl-2 (B-cell lymphoma 2) apareix sobreexpressat. A la majoria dels casos apareixen alteracions secundàries a l'expressió dels Micro ARN (miRNA) MIRN15a i MIRN16-1. Depenent de la naturalesa d'aquestes alteracions, s'han establert pronòstics diferentes en relación amb l'evolució i gravetat de la malaltia.
No es considera una malaltia hereditària, malgrat haver-hi antecedents familiars de LLC o d'altres trastorns limfoproliferatius afins en un 15–20% dels casos. No hi ha una causalitat comprovada amb la història clínica del pacient (altres malalties o circumstàncies de la persona) i no està establerta una relació directa amb radiacions, tòxics o altres substàncies externes.

### Possible origen en un citomegalovirus
Un estudi del 2012 va establir que un antigen que s'uneix als receptors cel·lulars de leucèmia és la proteïna pUL32 d'un citomegalovirus humà de la família Herpesviridae. No existeix encara, però, un estudi prospectiu que determini amb claredat si els éssers humans no infectats per aquest virus tenen un menor risc de desenvolupar neoplàsies hematològiques que els infectats.

### Tòxics cancerígens i hemotòxics
Diversos productes químics orgànics i inorgànics han estat catalogats com cancerigens i específicament hemotòxics, entre els quals es troben els compostos organofosforats, organoclorats (pesticides, plaguicides i insecticides); l'acetat de vinil i també el benzè

### Radiació ionitzant - radioactivitat
Tradicionalment s'ha considerat que la leucèmia limfàtica crònica no estava provocada per la radiació ionitzant, tant per la dificultat d'establir un vincle causal entre la radiació i la malaltia (pel seu llarg període de latència) com pel fet de ser detectada en nombrosos pacients amb altres comorbiditats i factors de risc que feien improbable determinar des d'un punt de vista epidemiològic si la LLC era un element principal de la seva mort o no. Són múltiples les evidències recopilades en el decurs de les darreres dècades que no donen suport a aquesta creença.
El 2006 van aparèixer noves dades sobre miners exposats al radó a la República Txeca que presentaven alta incidència de LLC. De la mateixa manera, en aquelles persones que van treballar a la neteja de l'accident de Txernòbil i han patit LLC s'ha detectat una virulència especial a la malaltia, així com un risc més elevat de patir síndrome de Richter.

## Diagnòstic
Existeixen directrius de referència per al diagnòstic i tractament de la LLC.
Habitualment la LLC es presenta en pacients d'edat avançada. Un percentatge alt de pacients no presenten símptomes. La sospita de LLC sorgeix davant de l'aparició de leucocitosi.
Pot existir anèmia i anèmia hemolítica i, més rarament, trombopènia (plaquetes baixes). L'àcid úric i la LDH solen estar elevats. Se sol acompanyar d'hipogammaglobulinèmia (concentració baixa d'immunoglobina -anticossos- en sang amb alt risc d'infecció), especialment d'IgM. També es troben alteracions de la immunitat cel·lular a causa de la secreció de factors inhibidors pels limfòcits neoplàsics. A més a més, la presència d'adenopaties (inflamació dels ganglis limfàtics) és una troballa comuna. Per regla general, en la fase primerenca de la malaltia l'augment del volum de la melsa i del fetge (hepatosplenomegàlia) s'aprecia amb menys freqüència. Una alimentació amb deficiència de ferro i àcid fòlic afavoreix l'aparición d'indicadors relacionats amb una baixa hemoglobina (anèmia).

### Indicadors i proves diagnòstiques
- Hemograma: el recompte de limfòcits és superior a 5.000/mm³,[32] podent assolir xifres molt superiors en el transcurs de la malaltia.
- Microscopi: l'observació microscòpica de la sang perifèrica permet comprovar la morfologia de les cèl·lules i confirmar la presència de la malaltia.[33]
- Mielograma:[34] el mielograma de medul·la òssia confirma la presència d'infiltrats en les mostres de moll d'os obtingudes per aspiració de limfòcits petits d'aspecte madur, al costat dels quals poden observar-se altres d'aspecte atípic que solen formar pseudofolicles. Aquesta prova està en desús davant de la implantació de la biòpsia de medul·la òssia.
- La biòpsia de medul·la òssia permet conèixer les variacions citogenètiques i l'immunofenotip.[cal citació]
- Citometria de flux: permet el diagnòstic diferencial amb altres leucèmies de tipus B i T.[35] És un estudi amb marcadors antigènics de superfície.[36] A la LLC hi ha una proliferació de limfòcits B. Mentre que en absència de malaltia hi ha un 80% de limfòcits T i un 20% de limfòcits B, a la LLC aquesta relació s'inverteix (un 80-95% de limfòcits B i del 5 al 20% de limfòcits T). Aquesta inversió és molt emprada en el diagnòstic. El fenotip típic de la LLC és CD19, CD5 i CD23[37] positiu. El CD79b,[38][39] el FMC-7[40] i les IgS són positius dèbils o negatius, i el CD22 és positiu dèbil.[41] Segons altres autors, la LLC més comú presenta una proliferació de limfòcits B amb expressió positiva de CD19, CD20, CD22[42] i CD23. En tot cas, els antígens CD són claus per al diagnòstic d'aquesta malaltia.[43]
- Citogenètica: apareixen alteracions cromosòmiques, de les quals les més freqüents són la deleció del braç llarg del cromosoma 13 (13q-, present en 50% dels casos i considerada la variant típica); la trisomia del cromosoma 12 (+12, present en 10 - 30% dels casos i considerada la variant atípica i proliferativa);[44] deleció del cromosoma 11 (present en 10 - 20% dels casos) i la deleció del cromosoma 17 (present en 10% dels casos). Tambe apareixen delecions en el cromosoma 6[45] i translocacions en el cromosoma 14.
- L'exploració física, l'ecografia i la TC/TEP[46] serveixen per apreciar l'estat general del pacient en relació amb la detecció de les adenopaties pròpies de la malaltia i d'hepatosplenomegàlia.
- Electroforesi de proteïnes sèriques: quan la malaltia avança apareix hipogammaglobulinèmia (carència parcial o completa de anticossos).[47] La disminució del vehicle de resposta immunitària (immunoglobulines (Ig) en la seva fracció gamma) confirma el diagnòstic de LLC.[48]
- Test de Coombs:[49] la seva positivitat confirma la LLC i la presència d'anèmia hemolítica autoimmune.[50]
- Ombres de Gumprecht: la LLC clàssica està formada per limfòcits petits de cromatina madura agrumollats (grumelé), amb escàs citoplasma i tendència a trencar-se en dur a terme l'extensió sanguínia, formant aquestes ombres.[51]

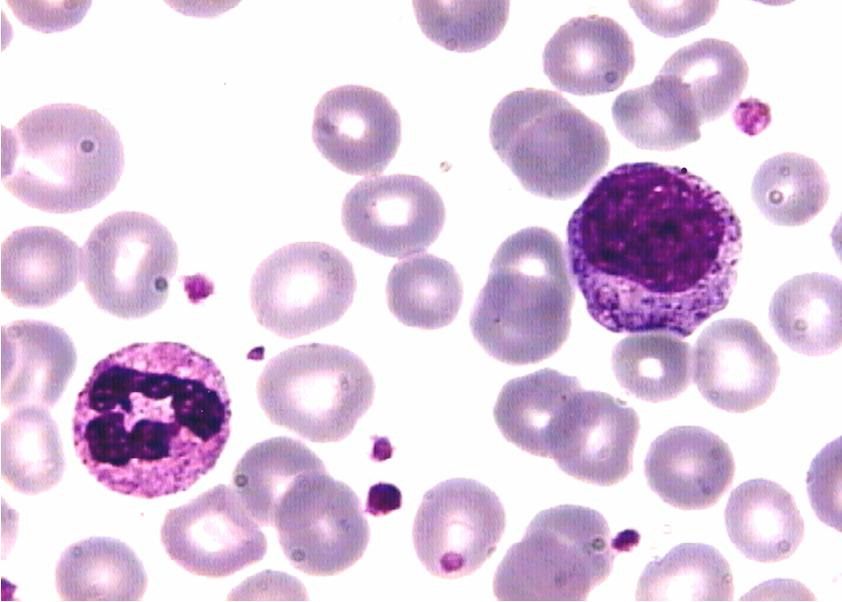
Ombres de Gumprecht en limfòcits trencats a causa de la seva fragilitat

### Diagnòstic diferencial
L'Organització Mundial de la Salut considera la leucèmia limfàtica crònica (LLC) i el limfoma limfocític de cèl·lules petites varietats de la mateixa malaltia (un mateix tipus de limfoma no hodgkinià), així que no han de ser considerats entitats diferents.
En alguns casos, la sang perifèrica observada al microscopi pot ser similar a la LLC, però presenta un fenotip específic de limfòcits T que indica un diagnòstic de leucèmia prolimfocítica T.

### Pronòstic
A més de l'evolució particular de cada pacient i l'aparició de modificacions durant la història natural de la malaltia, s'ha descrit la importància de dos marcadors que condicionen en gran meusra el pronòstic d'aquesta patologia: la proteïna tirosina-cinasa Zap-70 i el cúmul de diferenciació CD38. Actualment s'està discutint si aquests marcadors defineixen subtipus d'aquesta patologia, essent la diferenciació més plausible aquella segons estigui lligada (o no) a la mutació en regions variables dels gens de les immunoglobulines (regió VH). D'aquesta manera, les persones que pateixen aquesta mutació tenen un pronòstic més favorable
| Alteració citogenètica (mutació) | Incidència | Pronòstic        |
| -------------------------------- | ---------- | ---------------- |
| Sense alteracions citogenètiques | 18 %       | Bo               |
| Deleció† 13 (q14)                | 55 %       | Bo               |
| Trisomia 12                      | 20 %       | Dolent / Regular |
| Deleció†11 (q22-23)              | 20 %       | Dolent           |
| Gen TP53                         | 10 %       | Dolent           |

†La deleció és la pèrdua de material genètic d'un cromosoma (mutació) que pot anar des de la pèrdua d'un sol nucleòtid (deleció puntual) fins a la pèrdua de grans regions visibles citogenèticament.

### Complicacions
Els pacients de LLC poden presentar algunes de les següents complicacions: anèmia hemolítica autoimmunitària, aplàsia medul·lar (amb anèmia, granulocitopènia i trombocitopènia), esplenomegàlia, hipogammaglobulinèmia, un ampli ventall d'infeccions (com ara herpes, pneumònia...) sovint de repetició, així com diverses manifestacions cutànies. Alguns pacients pateixen la transformació de la seva malaltia en un tipus de leucèmia de creixement ràpid anomenada síndrome de Richter o limfoma difús de cèl·lules grans B de mal pronòstic. No és rar que la immunosupressió induïda pels agents antineoplàstics usats en el tractament de la LLC augmenti el risc d'adquirir diverses virasis, de vegades concurrents.

## Símptomes

### Fase asimptomàtica
L'inici de la malaltia sol ser asimptomàtic (la persona no refereix quelcom que indueixi a pensar en patologia). L'hemograma mostra proliferació de limfòcits fora dels rangs habituals.
L'hematòleg fa un seguiment periòdic de l'estat general de la persona mitjançant la comunicació oral (anamnesi), l'exploració física i nous hemogrames de control.
La progressió de la malaltia pot estabilitzar-se durant un temps o evolucionar amb major o menor rapidesa, mostrant-se en les anàlisis de sang un augment de limfòcits i leucòcits i nous indicadors (lactat deshidrogenasa, beta-2 microglobulina, plaquetes, hemoglobina, gamma globulina…) que superen o disminueixen el nombre total o la proporció, iniciant la fase simptomàtica. En aquest cas, cal practicar noves proves com l'ecografia, la Tomografía Computeritzada (TAC) i la citometria de flux per confirmar l'avenç de la malaltia en el pacient.

### Fase simptomàtica
La progressió inexorable de la LLC comporta l'aparició dels següents símptomes:
- Inflamació dels ganglis limfàtics.
- Inflamació del fetge (hepatomegàlia) i/o de la melsa (esplenomegàlia). Excepcionalment, provoca infiltració limfocítica de l'epiteli dels petits conductes biliars intrahepàtics amb estenosi significativa de la seva llum.[74]
- Sudoració excessiva, suors fredes.
- Fatiga.
- Febre.
- Infeccions recurrents (tornen a aparèixer després d'haver estat tractades).
- Inapetència o atipament precoç (sensació de plenitud gàstrica amb molt poc menjar).
- Pèrdua de pes involuntària.
- Hematomes i equimosis anormals (a les últimes etapes de la malaltia).[75]

L'hematòleg, tenint en compte l'estat general del pacient, la seva simptomatologia, l'hemograma i els resultats d'altres proves complementàries -els de les de biologia molecular, per exemple-, estableix el nivell de progressió i gravetat del cas i determina el tractament més adequat.

## Estadis d'evolució de la LLC: Rai i Binet
Els sistemes Rai (mitjançant nombres) y Binet (mitjançant lletres) s'empren per classificar la patologia amb relació a la seva evolució i gravetat des d'unes etapes inicials més lleus a unes últimes més greus. Es recomana la integració d'ambdues escales per al diagnòstic de l'evolució: A(0), A(I), A(II); B(I), B(II); i C(III), C(IV). Als dos sistemes, encara vàlids tot i que varen ser creats fa dècades, s'han afegit diversos marcadors pronòstics basats en noves tècniques de sequenciació.

### Sistema de Classificació Rai
| Estadi | Caracterització LLC |
| ------ | --- |
| 0      | Limfocitosi absoluta (més de 15.000/mm3) sense adenopatia, hepatoesplenomegàlia, anèmia o trombocitopènia                                     |
| I      | Limfocitosi absoluta amb adenopatia, però sense hepatoesplenomegàlia, anèmia o trombocitopènia                                                |
| II     | Limfocitosi absoluta amb hepatomegalia o esplenomegàlia, independentment de si hi ha adenopatia                                               |
| III    | Limfocitosi absoluta i anèmia (hemoglobina per sota de 11 g/dL), independentment de si hi ha adenopatia, hepatomegàlia o esplenomegàlia       |
| IV     | Limfocitosi absoluta i trombocitopènia (menys de 100.000/mm3), independentment de si hi ha adenopatía, hepatomegàlia, esplenomegàlia o anèmia |

### Classificació Binet
| Estadi | Caracterització LLC |
| ------ | --- |
| A      | Absència d'anèmia o trombocitopènia i menys de 3 àrees d'implicació limfoide (correspondència amb estadis Rai 0, I i II)              |
| B      | Absència d'anèmia o trombocitopènia i més de 3 àrees d'implicació linfoide (correspondència amb estadis Rai I i II)                   |
| C      | Anèmia o trombocitopènia, independentment del nombre d'àrees amb augment de volum limfoide (correspondència amb estadis Rai III i IV) |

## Tractament
El tractament de la LLC consisteix bàsicament en el control de la malaltia i els seus símptomes mitjançant les teràpies més idònies per a cada pacient. No es pot parlar de guariment, exceptuant els resultats favorables de trasplantament de medul·la òssia.
Durant la dècada dels anys 1940, la LLC es va tractar amb glucocorticoides, després amb antineoplàsics alquilants i a la primera dècada del segle XXI s'han incorporat els primers anticossos monoclonals. A la segona dècada del segle XXI s'incorporen els inhibidors de la tirosina-cinasa com a nous fàrmacs per al tractament de la LLC.

### Teràpies dirigides, teràpies biològiques i quimioteràpia
La combinació de diverses opcions en quimioteràpia poden ser eficaces tant en els primers tractaments com en les recaigudes. Les combinacions d'anàlegs de purina (com la fludarabina) amb agents alquilants (com la ciclofosfamida) obtenen les taxes de resposta més altes i una supervivència lliure de progressió superior que aquells tractaments amb un sol fàrmac; per altra banda, s'han trobat tractaments més idonis que les combinacions esmenades. Afegir a aquestes combinacions una teràpia biològica mitjançant anticossos monoclonals com el rituximab milloren els resultats.

#### Tractament inicial estàndard FC-R
- FC-R - Fludarabina, ciclofosfamida i Rituximab[29][84]

#### Altres tractaments vigents
- Tractament inicial alternatiu (2011) - O-FC: Ofatumumab, fludarabina, ciclofosfamida[85]
- Tractament de recaigudes o refractari (2010) - B+R: Bendamustina[86] + rituximab[87]

#### Combinacions anteriorment emprades en tractaments de la LLC
- FC - Fludarabina amb ciclofosfamida.[88]
- F-R - Fludarabina amb rituximab.[89]
- PC-R - Pentostatina,[90] ciclofosfamida i rituximab.[91]
- CVP - Ciclofosfamida, vincristina i prednisolona.[92]
- CHOP - Ciclofosfamida, doxorubicina, vincristina i prednisolona.[93]
- FCM - Fludarabina, ciclofosfamida i mitoxantrona.[94]
- FCM-R o R-FCM - Rituximab - fludarabina, ciclofosfamida i mitoxantrona.[95][96]

#### Teràpies dirigides amb inhibidors de la tirosina quinasa i Bcl-2
Des del febrer del 2014 l'ibrutinib està aprovat per la FDA pel tractament de la LLC prèviament tractada. L'acalabrutinib està aprovat per a recidives refractàries des del 2015. Aquests fàrmacs s'estan administrant, depenent dels assajos, en monoteràpia o juntament amb anticossos monoclonals (rituximab, ofatumumab)
El venetoclax, un nou fàrmac oral inhibidor selectiu del Bcl-2, mostra eficàcia en casos refractaris a altres tractaments, particularment en aquells que mostren una deleció p17.

#### Assajos preclínics
El 2013 es van publicar estudis preclínics farmacològics que demostrarien possibles efectes antitumorals, especialment en leucèmies, del diterpè hispanolona: una molècula que es troba a la Galeopsis angustifolia i a la Ballota hispanica.

### Teràpia biològica o quimioimmunoteràpia
La teràpia biològica (o quimioimmunoteràpia) en el tractament del càncer empra el mateix sistema immunitari per combatre el càncer disminuint els efectes secundaris. Es consideren teràpies biològiques l'ús d'interferons, les interleucines, els factors estimulants de colònies, els anticossos monoclonals, les vacunes, la teràpia gènica i els agents immunomoduladors no específics.

#### Anticossos monoclonals a la LLC
L'anticòs monoclonal més emprat en el tractament de la LLC és el rituximab (comercialitzat en la UE amb els noms Rixathon® o Riximyo®, per exemple), un anticòs quimèric murí/humà que s'uneix específicament al antígen CD20 dels limfòcits B madurs. També s'empra l'alemtuzumab (anticòs CD52), habitualment en pacients refractaris a la fludarabina o amb recidives. L'ofatumumab combinat amb altres biofàrmacs segueix sent d'utilitat en tractament de la LLC, ja que la seva eficàcia com a monoteràpia és inferior a la de l'ibrutinib.

### Trasplantament de medul·la òssia
El trasplantament al·logènic de medul·la òssia aconsegueix erradicar i guarir la malaltia en una part dels malalts, però la taxa de mortalitat és elevada (22-40%) i té una baixa supervivència (41-50%), motiu pel qual només s'ha de considerar en casos excepcionals.
El tractament mitjançant trasplantament de moll d'os és més efectiu quan la leucèmia està en remissió, normalment un cop aplicada la quimioteràpia i abans d'una possible reactivació.
El trasplantament de medul·la òssia pot ser del mateix pacient (trasplantament autòleg) o d'una altra persona (trasplantament al·logènic). El trasplantament al·logènic té diferents varietats segons el donant: si és un germà bessó univitel·lí, es denomina trasplantament singènic; si és un familiar HLA idèntic, es denomina trasplantament al·logènic de germà HLA idèntic; si és un familiar que comparteix un sol haplotip del sistema HLA, es denomina trasplantament haploidèntic; si no hi ha parentesc, es denomina trasplantament de donant no emparentat. Com més identitat, més probabilitats d'èxit hi haurà.
Abans del trasplantament s'han d'eliminar les cèl·lules presents a la medul·la òssia del pacient (mitjançant quimioteràpia i/o radioteràpia) per a permetre l'implant de la medul·la òssia del donant. En el cas d'un trasplantament al·logènic haploidèntic o de donants no relacionats és necessari emprar immunosupressors per evitar el rebuig.

### Teràpia genètica en leucèmia
La teràpia gènica podria convertir-se en una alternativa real als trasplantaments de medul·la òssia i a la quimioteràpia si els assajos confirmessin la seva seguretat i eficàcia. El 2011 3 pacients amb LLC van respondre favorablement a aquesta teràpia. El 2013, 6 estudis confirmarien que tractaments genètics (CTL019 o CART19) haurien transformat les cel·lules de la sang del pacient en "soldats" que atacarien el càncer.